# Chefe do Executivo de Macau
O Chefe do Executivo de Macau, cujas funções entraram em vigor logo após a transferência de soberania de Macau para a China (20 de Dezembro de 1999), é o Chefe do Governo e o dirigente máximo da Região Administrativa Especial de Macau (RAEM). Logo, é o cargo político mais importante e com mais poder e influência em Macau. Representa a Região, sendo responsável perante o Governo Popular Central da República Popular da China e a RAEM. Durante o seu mandato de 5 anos (podendo ser atribuído um novo), o Chefe do Executivo não tem o direito de residência no estrangeiro e de exercer qualquer actividade lucrativa privada.
Ele é aconselhado pelo Conselho Executivo, composto por 7 a 11 conselheiros, e o gabinete dele é constituído por 5 secretarias, cujos titulares são propostos por ele mas nomeados e, se necessário, demitidos pelo Governo Popular Central chinês.
O cargo de "Chefe do Executivo" substitui o cargo colonial português de "Governador de Macau" (nomeado directamente por Portugal), sendo o último de todos os governadores o General Vasco Joaquim Rocha Vieira.

## Eleição
O Chefe do Executivo deve ser uma pessoa eleita por sufrágio indirecto, mais concretamente seleccionado por uma "Comissão Eleitoral", que é um tipo de colégio eleitoral formado por 400 membros eleitos por associações ou organizações que representam os interesses de vários sectores importantes da sociedade de Macau e que estão devidamente registadas e regularmente recenseadas. Segundo o Anexo I da Lei Básica de Macau, estas associações devem representar um dos quatro sectores contemplados na lei como sendo importantes para a sociedade de Macau: o sector industrial, comercial e financeiro, representado por 120 membros; o sector cultural, educacional, profissional e outros, representado por 115 membros; o sector do trabalho, serviços sociais, religião e outros, representado por 115 membros; e o sector dos representantes dos deputados à Assembleia Legislativa de Macau, deputados de Macau à Assembleia Popular Nacional e representantes dos membros de Macau no Comité Nacional da Conferência Consultiva Política do Povo Chinês, representado por 50 membros.
Em 2014, houve 825 associações com capacidade eleitoral para participar na eleição dos membros desta comissão eleitoral. A maioria destas associações ou organizações representativas são controladas pelas elites locais, que na sua maioria são pró-Pequim e pró-Governo.
Após a eleição, o candidato seleccionado pela Comissão Eleitoral deve ser aceite e oficialmente nomeado pelo Governo Popular Central da República Popular da China, em Pequim.
Os candidatos ao cargo de Chefe do Executivo podem ser apresentados conjuntamente por, pelo menos, 66 membros da Comissão Eleitoral, sendo que cada membro pode propôr um só candidato. Os candidatos devem ser sempre cidadãos chineses com pelo menos 40 anos de idade e 20 anos consecutivos de residência permanente em Macau.

## Funções
Segundo o Artigo 50º da Lei Básica da RAEM, o Chefe do Executivo compete:
- Dirigir o Governo da RAEM, definir as suas políticas e mandar publicar as ordens executivas;
- Elaborar, mandar publicar e fazer cumprir os regulamentos administrativos;
- Fazer cumprir a Lei Básica e outras leis aplicáveis à RAEM, nos termos da Lei Básica;
- Fazer cumprir as directrizes vindas do Governo Popular Central (GPC) em relação às matérias previstas naquela Lei e tratar, em nome do Governo da RAEM, dos assuntos externos e de outros assuntos, quando autorizado pela GPC;
- Assinar os projectos e as propostas de lei e a proposta de orçamento aprovados pela Assembleia Legislativa de Macau e mandar publicar as leis;
- Comunicar ao GPC, para efeitos de registo, o orçamento e as contas finais;
- Aprovar a apresentação de moções relativas às receitas e despesas à Assembleia Legislativa;
- Decidir se os membros do Governo ou outros funcionários responsáveis pelos serviços públicos devem testemunhar e apresentar provas perante a Assembleia Legislativa ou as suas comissões;
- Submeter ao Governo Popular Central, para efeitos de nomeação, os candidatos aos cargos de Secretários, o Comissário contra a Corrupção, o Comissário da Auditoria, os principais responsáveis pelos serviços de polícia e pelos serviços de alfândega e o Procurador, e também propor ao GPC as propostas de exoneração dos titulares dos cargos acima referidos;
- Nomear e exonerar, segundo os procedimentos legais, os titulares de cargos da função pública, os presidentes e juízes dos tribunais das várias instâncias e os delegados da Procuradoria;
- Nomear parte dos deputados à Assembleia Legislativa e nomear e exonerar os membros do Conselho Executivo;
- Conceder, nos termos da lei, medalhas e títulos honoríficos instituídos pela RAEM;
- Indultar, nos termos da lei, pessoas condenadas por infracções criminais ou comutar as suas penas;
- Atender petições e queixas.

## Lista dos Chefes do Executivo de Macau

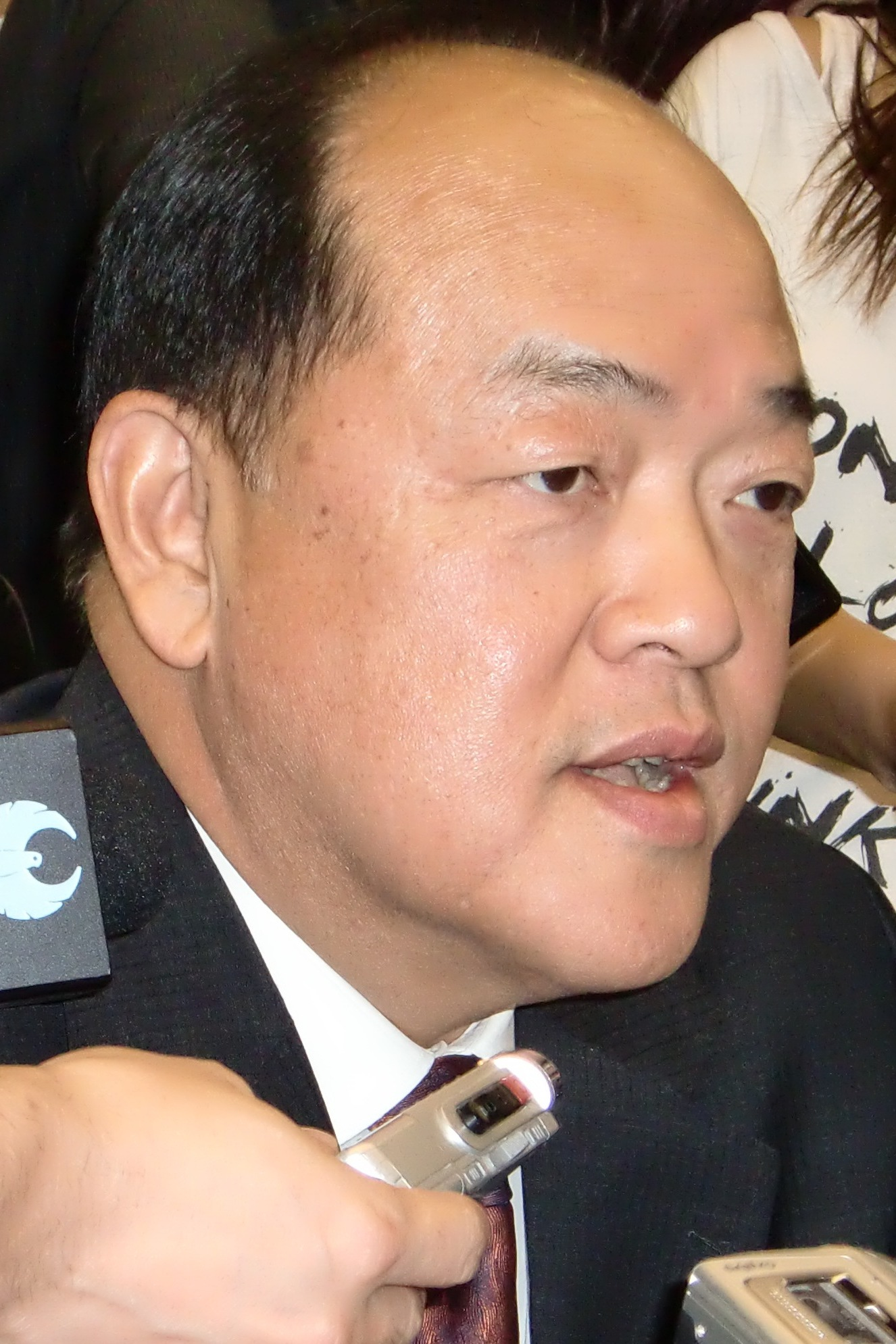
Ho Iat-seng

- Edmund Ho Hau-wah (20 de dezembro de 1999 - 19 de dezembro de 2009);
- Fernando Chui Sai-on (20 de dezembro de 2009 - 19 de dezembro de 2019);
- Ho Iat-seng (20 de dezembro de 2019 - 19 de dezembro de 2024)
- Sam Hou-fai (20 de dezembro de 2024 - )